# 路易-約瑟夫·德·蒙卡爾姆
路易-約瑟夫·德·蒙卡爾姆-格罗宗，蒙卡爾姆·德·聖韋蘭侯爵（法語：Louis-Joseph de Montcalm-Grozon, Marquis de Montcalm de Saint-Veran，法語發音：[lwi ʒozɛf də mɔ̃kalm ɡʁozɔ̃]；1712年2月28日—1759年9月14日）是一位法國將軍，最著名的事蹟是作為七年戰爭期間的北美總司令，也是七年戰爭美洲戰場最優秀的將領。
蒙卡爾姆出生在法國尼姆附近的一個貴族家庭，早年參軍。曾在波蘭王位繼承戰爭和奧地利王位繼承戰爭中服役，因其出色的作為晉升為準將。1756年，路易十五派他前往新法蘭西，領導新法蘭西在七年戰爭中對抗英國。蒙卡爾姆在1756年、1757年和1758年皆取得了大勝，但英國在1759年動員大量軍隊對抗他，導致了新法蘭西最終的丟失。
他本人在亞伯拉罕平原戰役中撤退期間被英軍火器傷及；次日因致命傷傷重離世。